# 2014年臺灣燈會
2014臺灣燈會為臺灣2014年在南投縣舉辦的第25屆燈會，展覽時間為2014年2月14日至2014年2月23日於南投縣南投市中興新村舉辦。

## 主燈
- 龍駒騰躍

開燈六步驟
1. 玉嶽撐天柱
2. 南投紫氣舒
3. 龍駒騰捷足
4. 萬馬展鴻圖
5. 馳騖遍寰宇
6. 蓬萊是仙都

## 副燈
- 福祿安康
- 珍禽爭艷
- 臺灣酷比熊

## 閉幕
2014年台灣燈會於2月23日晚上10點半畫下完美句點，南投縣代理縣長陳志清於閉幕典禮上宣佈，累計參觀人潮逾7百30萬人次[2]。除了向所有台灣燈會的幕後英雄致敬外，並在交通部長觀光局長謝謂君的監交下將象徵主辦權的「台灣燈會」黃色燈籠交給台中市副市長蔡炳坤，代表2015年臺灣燈會由台中市接手舉辦。

## 交通
- 搭乘高鐵

一、高鐵列車時刻
查詢系統連結網址：高鐵時刻表
二、燈會期間高鐵大眾運輸場站
服務對象：高鐵臺中站、臺鐵烏日站及其他民眾
上下客月臺：7、8月臺下客，9、10號月臺上客
步行動線：旅客可透過指引標誌步行至高鐵站一樓，由6號出口至客運轉運站搭乘
- 搭乘臺鐵

一、臺鐵列車時刻
查詢系統連結網址:臺鐵時刻表
二、燈會期間臺鐵大眾運輸場站
1.臺鐵新烏日站及其他民眾
步行動線：旅客請透過指引標誌步行至高鐵站一樓，由6號出口至客運轉運站
2.臺鐵員林站及其他民眾
上下客處：彰化客運
等候區：彰化客運南側國有財產局土地，排隊空間將延伸至民權街
旅客透過指引標誌步行至上客區或臺鐵售票區
- 搭乘客運

臺中客運：108(草屯)
彰化客運：6916、6917、6924
總達客運：6333
統聯客運：1632、1657
國光客運：1806、1831
員林、彰化客運：6870
聯營車次
員林/臺中/杉林溪客運：6871
員林/彰化/臺中/臺西客運：9120
南投/彰化客運：6875

## 外部連結
- （繁體中文）（英文）（日語）2014台灣燈會在南投(交通部官方網站)
- （繁體中文）（英文）2014台灣燈會在南投(南投縣政府官方網站)（页面存档备份，存于）